# コーエー (山口県)
株式会社コーエーは、医薬品・一般用医薬品の卸を中心とする日本の企業であった。地盤は山口県。現在は、株式会社フォレストホールディングスの一社「アステム」（葦の会グループ）である。

## 概要
- 本社:山口県下関市南部町22-25
- 代表者:能美米蔵（代表取締役会長）、吉村重喜（代表取締役社長）、河田清宏（代表取締役副社長）、長岡英明（代表取締役専務）
- 資本金:6,000万円

## 沿革
- 大正15年1月 - 山口県防府市に「旭薬品株式会社」設立。
- 昭和38年7月 - 「小倉薬品」は「武田薬品」「山口日赤」「山口薬剤師会」等からの依頼で山口県防府市に本社を置く「旭薬品」を再建する為「小倉薬品山陽事業部（下関支店・小郡出張所）」と「旭薬品」を合併させ資本金300万円で「旭小倉薬品」を設立し、本社を防府市から下関市へ移転
- 昭和39年5月 - 「磯部商会」（山口県下関市南部町33-1・資本金　100万円　代表取締役社長・磯部富郎）・「佐村薬局株式会社・卸部門」（山口県柳井市吉開作26　資本金・150万円　代表取締役社長・佐村勉）と合併資本金1,000万で「磯部旭小倉薬品」と改名
- 昭和40年7月 - 社名を「アイコー薬品株式会社」に変更。
- 昭和42年4月 - 「浅田薬局・卸部門」（山口県徳山市糀町・資本金300万円　代表取締役社長・浅田敏亮）を合併。
- 昭和42年8月 - 「河田薬品株式会社」（山口県下松市中島町・資本金200万円　代表取締役社長・河田恒助）・「株式会社能美順天堂」（山口県吉敷郡小郡町津市南1209）と合併。社名を「コーエー」と改名。
- 昭和46年11月 - 福岡県北九州市「小倉薬品株式会社」と合併し「コーエー小倉薬品株式会社」と商号変更。

## 大株主
- 武田薬品 300,000
- 小倉薬品 158,880
- 能美順天堂 153,000
- 河田辰吉 133,800

## 主要取引メーカー
- 武田薬品、藤沢薬品、エーザイ

## 営業所
- 下関市店（下関市南部町22-25）
- 宇部市（宇部市朝日町2-24）
- 小郡店（吉敷郡小郡町南木町）
- 防府店（防府市戎町2-5-30）
- 徳山店（下松市大字末武中字向香力1159-7）
- 柳井店（柳井市箕越）
- 岩国店（岩国市駅前）